# Meghívás (kislemez)
A Meghívás az Omega Égi jel című albumának korlátozott példányszámban megjelent előzetes kislemeze 2006-ból. A maxi CD címadó dala kis mértékben eltér az albumverziótól.

## Dalok
1. Meghívás – Fényből született lány (Kóbor János, Mihály Tamás – Sülyi Péter)
2. Égi jel (Kóbor János – Trunkos András)
3. Végül ez a tangó (Molnár György – Sülyi Péter)